# مؤسسة ميك أ ويش
مؤسسة ميك أ ويش هي منظمة غير ربحية بموجب المادة 501 (ج) (3) تأسست في الولايات المتحدة وتساعد في تحقيق رغبات الأطفال المصابين بمرض خطير تتراوح أعمارهم بين 3 و18 عامًا. تأسست المؤسسة في عام 1980 ويقع مقرها الرئيسي في فينيكس. تعمل المؤسسة من خلال 59 فرعًا منتشرة في جميع أنحاء الولايات المتحدة. أيضًا في ما يقرب من 50 دولة أخرى حول العالم من خلال 39 شركة دولية تابعة.